# Hugues III de Rethel
Pour les articles homonymes, voir Hugues III.
Hugues III, mort en 1243, fut comte de Rethel de 1228 à 1243. 

## Biographie
Né vers 1192, il était le fils aîné de Hugues II, comte de Rethel, et de Félicité de Broyes.
Il épousa en premières noces vers 1218 Mabille de Bailleul, dite aussi Mabille d'Ypres,  fille de Baudouin Ier, châtelain de Bailleul, et d'Agnès d'Ypres, châtelaine de ces deux villes après la mort de son frère Baudouin II de Bailleul, dont il eut un ou plusieurs enfants, morts jeunes.
Il succéda à son père en 1228. En 1233, il donna une charte communale à Mézières. Veuf, il se remaria en 1239 avec Jeanne de Dampierre, fille de Guillaume II, seigneur de Dampierre, et de Marguerite II, comtesse de Flandre et de Hainaut selon le cartulaire des comtes de Réthel.
Il mourut vers 1241/1243, sans enfants. Son frère Jean lui succéda, tandis que sa veuve se remaria avec Thiébaut II, comte de Bar.